# Wii Remote

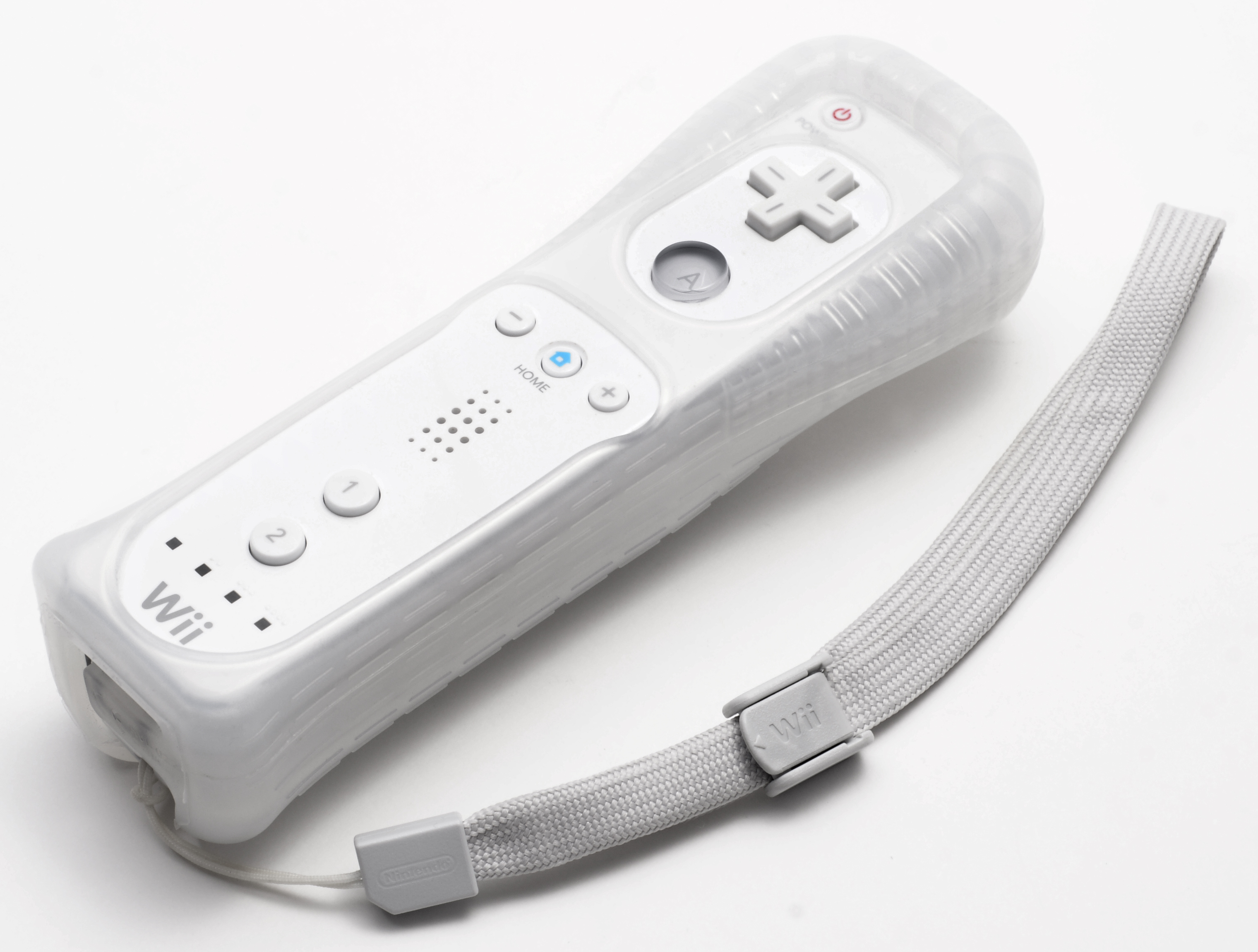
Wii Remote

El Wii Remote (denominado en Norteamérica y España «mando de Wii», control remoto Wii en Hispanoamérica y Wii Rimocon  (Wiiリモコン Wī Rimokon?) en Japón, apócope de Wii Remote Control), también conocido coloquialmente como Wiimote, es el mando principal de la consola Wii de Nintendo, el cual también es compatible con la consola Wii U. Sus características más destacables son la capacidad de detección de movimiento en el espacio y la de apuntar hacia objetos en la pantalla.
El 5 de noviembre de 2010 salió a la venta el Wii RemotePlus, una versión del mando que integra la tecnología del Wii MotionPlus y hereda el tamaño del mando original con la compatibilidad con todos los periféricos de la consola.

## Diseño

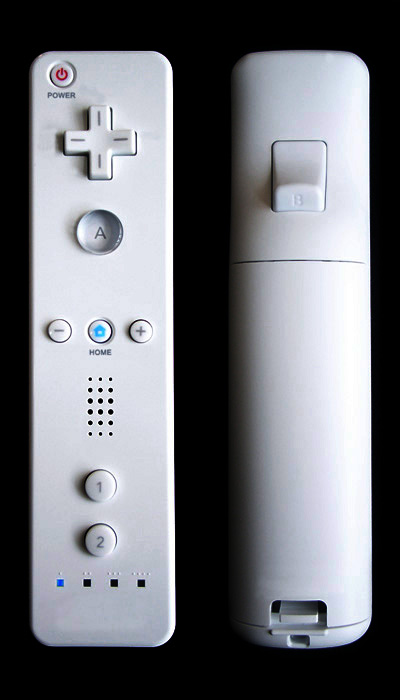
Vista frontal y trasera del Wii Remote.

El diseño del Wii Remote no se basa en los tradicionales mandos para los videojuegos. A diferencia de ellos, es similar a un control remoto de televisión, creado para ser utilizado en una sola mano y de la manera más intuitiva posible.
En su cara frontal, el Wii Remote presenta los botones «A», «1», «2», «+», «−», «🏠︎» y la cruz de direcciones, más un botón «⏻» para apagar la consola, algo inédito hasta entonces. En la parte anterior solo presenta el botón «B», en un formato similar a un gatillo.
Además, en su parte frontal incluye un altavoz y cuatro luces numeradas que indican el número de jugador al que corresponde tal mando y la carga de las pilas. En la parte inferior se encuentra el puerto de expansión del mando y viene unida una correa de seguridad que se amarra a la muñeca para evitar soltar y dañar el control de forma accidental.
Existen seis colores para el mando: blanco (original), negro, azul, rosa, rojo (solo disponible junto a la versión roja de la consola Wii del 25.º aniversario de Super Mario, con el juego Wii Play: Motion en Europa o con la consola Wii Mini) y dorado (solo disponible con el pack 25.º aniversario de The Legend of Zelda: Skyward Sword).
Mediante una presentación de Nintendo Direct el 1 de octubre de 2013, Nintendo anunció el lanzamiento de la edición especial de Wiimotes con diseño de Mario y Luigi que fueron lanzados en Norteamérica el 1 de noviembre de 2013.
EL 15 de abril de 2014, Nintendo anunció la edición especial de Wiimotes Plus con diseño de la Princesa Peach mismo que fue lanzado más tarde el mismo mes. Un Wiimote Plus con diseño de Yoshi fue lanzado en Japón en junio de 2014.
Wiimotes con diseño de Bowser y Toad fueron lanzados en Japón en marzo de 2015 y posteriormente fueron lanzados también en Norteamérica.

## Funcionalidad

### Barra de sensores con led infrarrojos y detección de movimientos

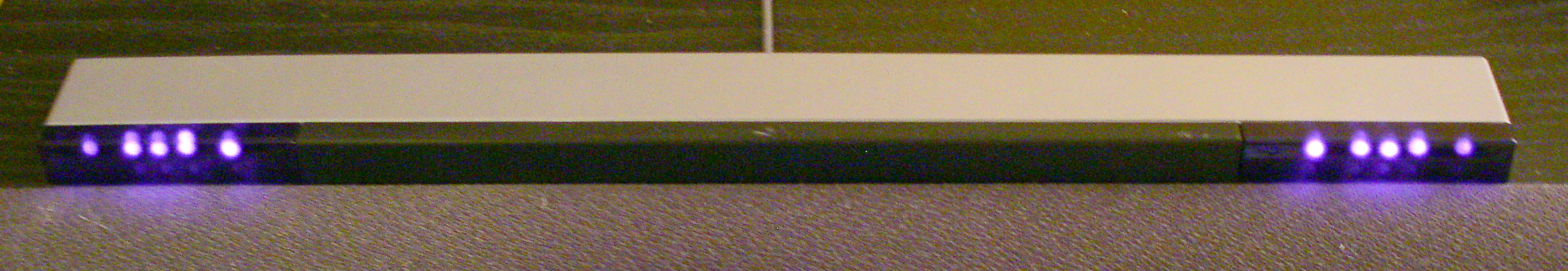
Barra de sensores con leds infrarrojos.

El Wii Remote tiene la capacidad de detectar la aceleración a lo largo de tres ejes mediante la utilización de un acelerómetro ADXL330. El Wiimote también cuenta con un sensor óptico PixArt, lo que le permite determinar el lugar al que el Wiimote está apuntando; además de agregar una brújula electrónica en el WiiMotionPlus.
A diferencia de un mando que detecta la luz de una pantalla de televisión, el Wiimote detecta la luz de la Barra sensor de la consola (número de modelo RVL-014), lo que permite el uso coherente, independientemente del tipo o tamaño de la televisión. Esta barra mide aproximadamente 20 cm de longitud y cuenta con diez led infrarrojos, con cinco led dispuestos en cada extremo de la barra. En cada grupo de cinco led, el led más lejano fuera del centro apunta ligeramente lejos del centro, el led más cercano al centro apunta ligeramente hacia el centro, mientras que los tres led entre ellos están apuntando directamente hacia adelante y agrupados. El cable de la barra sensor mide 353 cm de longitud. La barra puede ser colocada por encima o por debajo de la televisión, y debe centrarse. Si está colocada por encima, el sensor debe estar alineado con la parte delantera de la televisión, y si coloca en la parte inferior, debe alinearse con la parte delantera de la superficie de la televisión en la que se coloca. No es necesario señalar directamente a la barra sensor, pero apuntar significativamente fuera de la barra de posición perturbará la capacidad de detección debido al limitado ángulo de visión del Wiimote.
El uso de la barra de sensores permite al Wiimote ser utilizado como un dispositivo de señalamiento preciso de hasta 5 m de distancia de la barra. El sensor de imagen del Wiimote se utiliza para localizar los puntos de luz de la barra con respecto al campo de visión del Wiimote. La luz emitida desde cada extremo de la barra de sensores se centra en el sensor de imagen que ve la luz brillante como dos puntos separados por una distancia de «mi» en el sensor de imagen. La segunda distancia «m» entre los dos grupos de emisores de luz de la barra sensor es una distancia fija. A partir de estas dos distancias y mi m, el procesador de la consola Wii calcula la distancia entre el Wiimote y la barra de sensores utilizando la triangulación. Además, la rotación del Wiimote con respecto al suelo también puede ser calculada a partir del ángulo relativo de los dos puntos de luz en el sensor de imagen. Los juegos pueden ser programados para detectar si el sensor de imagen está cubierto, lo que fue demostrado en un minijuego de Smooth Moves, donde si el jugador no descubre el sensor, la botella de champán que el mando a distancia representa no se abre.
La barra de sensores es necesaria cuando el Wiimote está controlando movimientos de arriba abajo o de izquierda a derecha de un cursor en la pantalla del televisor para apuntar a las opciones de menú u objetos como los enemigos en un juego. Debido a que la barra de sensores también permite calcular la distancia entre el Wiimote y la sensibilidad de la barra, el Wiimote también puede controlar el movimiento lento adelante-atrás hacia un objeto en un juego en 3 dimensiones. El movimiento rápido hacia delante o hacia atrás, como los puñetazos en un juego de boxeo, está controlado por los sensores de aceleración. Usando estos sensores de aceleración (que actúan como sensores de inclinación), el Wiimote también puede controlar la rotación de un cursor u otros objetos.
El uso de un sensor infrarrojo para detectar posición puede causar algunos problemas cuando otras fuentes de infrarrojos se encuentran alrededor, como bombillas incandescentes o velas. Esto puede ser fácilmente mitigado por el uso de luces fluorescentes alrededor de la Wii, ya que emiten poca o ninguna luz infrarroja. Usuarios innovadores han utilizado otras fuentes de luz IR como sustitutos de la barra de sensores, como un par de linternas y un par de velas. Tales sustitutos de la barra de sensores ilustran el hecho de que un par de luces estáticas proporcionan una calibración continua de la dirección que el Wiimote está apuntando y su ubicación física en relación con las fuentes luminosas. No hay manera de calibrar la posición del cursor en relación con la que el usuario está señalando con el controlador sin las dos fuentes estables de referencia de la luz proporcionada por la barra de sensores o sustitutos.
Los LEDs pueden verse a través de algunas cámaras y otros dispositivos con un mayor espectro visible que el ojo humano.
La posición y seguimiento del movimiento del Wii Remote permite al jugador imitar las acciones reales de juego, como blandir una espada o una pistola con objetivo, en lugar de simplemente pulsando los botones. Uno de los primeros videos de marketing mostró actores mimetizando acciones como la pesca, cocina, tocar la batería, dirigiendo un cuarteto de cuerda, disparando un arma de fuego, luchando con espada, y la realización de cirugía dental.

### Feedback del controlador
El Wii Remote dispone de funcionalidad de audio y vibración UBISOFT. En la conferencia de prensa del E3 de 2006, se supo que el Wiimote tiene su propio altavoz independiente en el frontal de la unidad. Esto quedó demostrado por un desarrollador cuando disparó un arco en The Legend of Zelda: Twilight Princess. El sonido del Wii Remote y la televisión fue modificado con el tiro para dar la impresión de que la flecha viaja fuera del jugador. Otro ejemplo de su uso está en Red Steel, donde los jugadores recibirán sus objetivos a través del Wiimote. El volumen se puede cambiar o silenciarse con el botón «Home» y seleccionar el correspondiente icono de control en la parte inferior de la pantalla. Cuando el altavoz está en posición de silencio, los efectos de sonido que desempeña a través de él serán desviados a través de los altavoces de la televisión. La característica de vibración también puede ser encendida o apagada utilizando el Menú Home de la Wii.

### Memoria
El Wiimote contiene un chip de 16 kB EEPROM donde una sección de 6 kilobytes puede ser libremente leída y escrita por el host. Parte de esta memoria está disponible para almacenar hasta 10 avatares Mii, que pueden ser transportados para su uso en otra consola Wii. Al menos 4000 bytes están disponibles y no utilizados antes de los datos Mii. Esta función es también utilizada en juegos como Pokémon Battle Revolution, Super Swing Golf y Super Smash Bros Brawl, permitiendo en este último al usuario guardar los datos de configuración del controlador para el Wiimote y exportar tu nombre de usuario y su configuración respectivamente; también se permite utilizar esta memoria para el Monster Hunter Tri, con la función de exportar tu personaje y poder jugar en el modo cooperativo del arena en casa de un amigo sin exportar datos y guardar todos los avances en el mando, pudiendo ser luego exportados a tu partida del juego.

### Alimentación
El Wiimote utiliza dos baterías AA como fuente de energía, que pueden alimentar el Wii Remote durante 60 horas usando solo la función de acelerómetro y 25 horas utilizando acelerómetro y puntero. Todavía no se ha lanzado un cargador para el Wiimote, pero terceros fabricantes del mercado han desarrollado sus soluciones. De acuerdo con una entrevista con el diseñador industrial de Nintendo Lance Barr, las limitaciones de la expansión del puerto del Wiimote hacen poco probable que se use para cargar la batería interna. Aunque Nintendo desaconseja otros tipos de baterías recargables como las de iones de litio (Li-ion) y níquel-cadmio (NiCd), la asistencia del sitio web de la empresa indica que baterías recargables de níquel-hidruro metálico (NiMH) pueden ser utilizadas. Un condensador de 3300 μF proporciona una fuente temporal de energía para movimientos rápidos del Wiimote, cuando la conexión a las pilas pudiera ser interrumpida temporalmente.

## Modo de uso
El control puede ser tomado de dos formas: vertical (con una mano) y horizontal (con dos manos). Esta última está diseñada para usarse en juegos de conducción y vuelo, además de ser usado para algunos juegos de la Consola Virtual. El diseño del Wiimote es simétrico, por lo que puede tomarse tanto con la mano derecha como con la izquierda. Juegos como Metroid Other M utiliza indistintamente ambos sistemas de control dependiendo del manejo puntual que se requiera.

## Accesorios

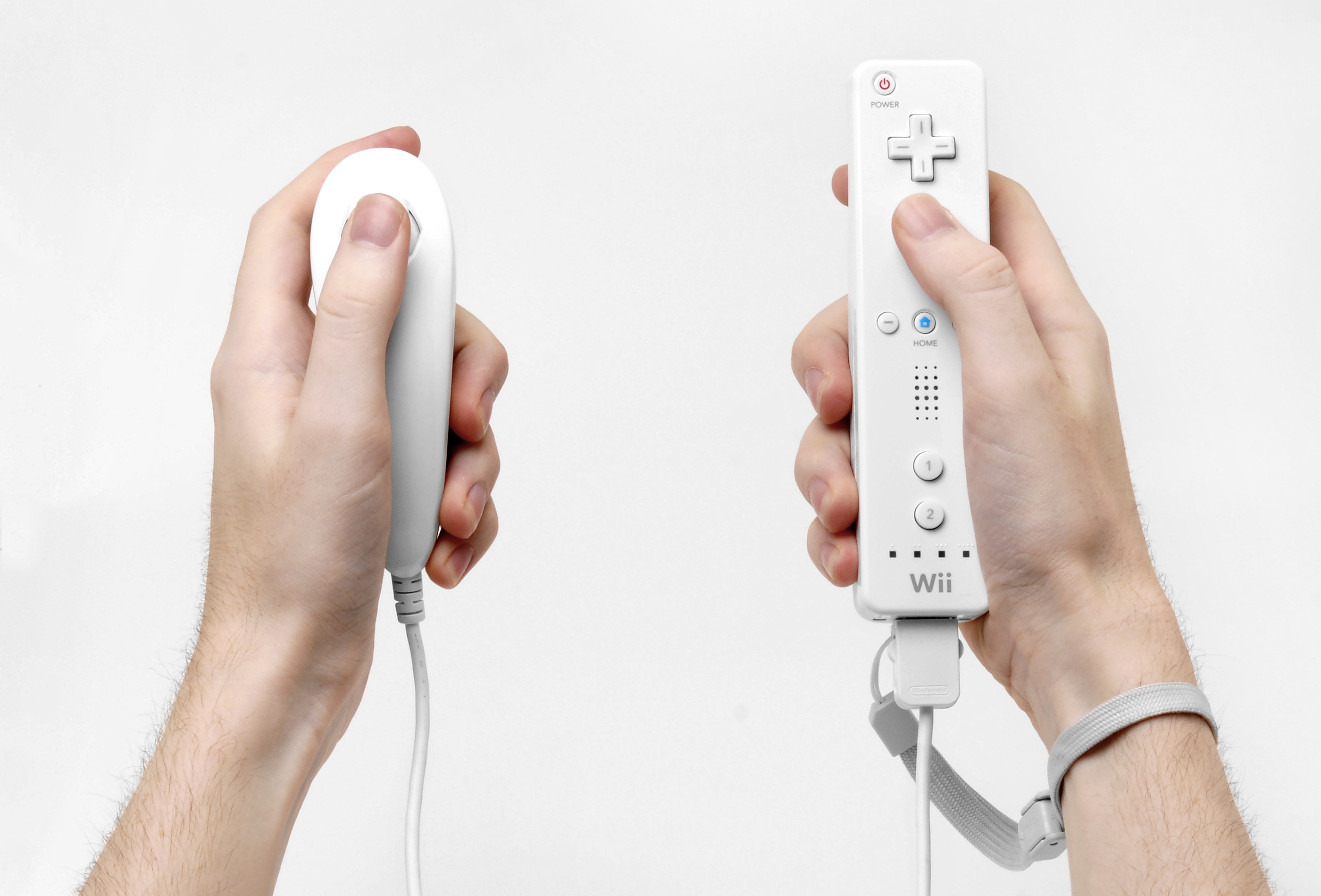
El Wiimote con el Nunchuk.

El Wii Remote tiene un puerto de expansión para añadir periféricos en su parte inferior.

### Nunchuk
Es un joystick analógico con dos botones más (conocido como nunchuk), comúnmente utilizado para controlar el movimiento de los personajes.

### Wii Classic Controller

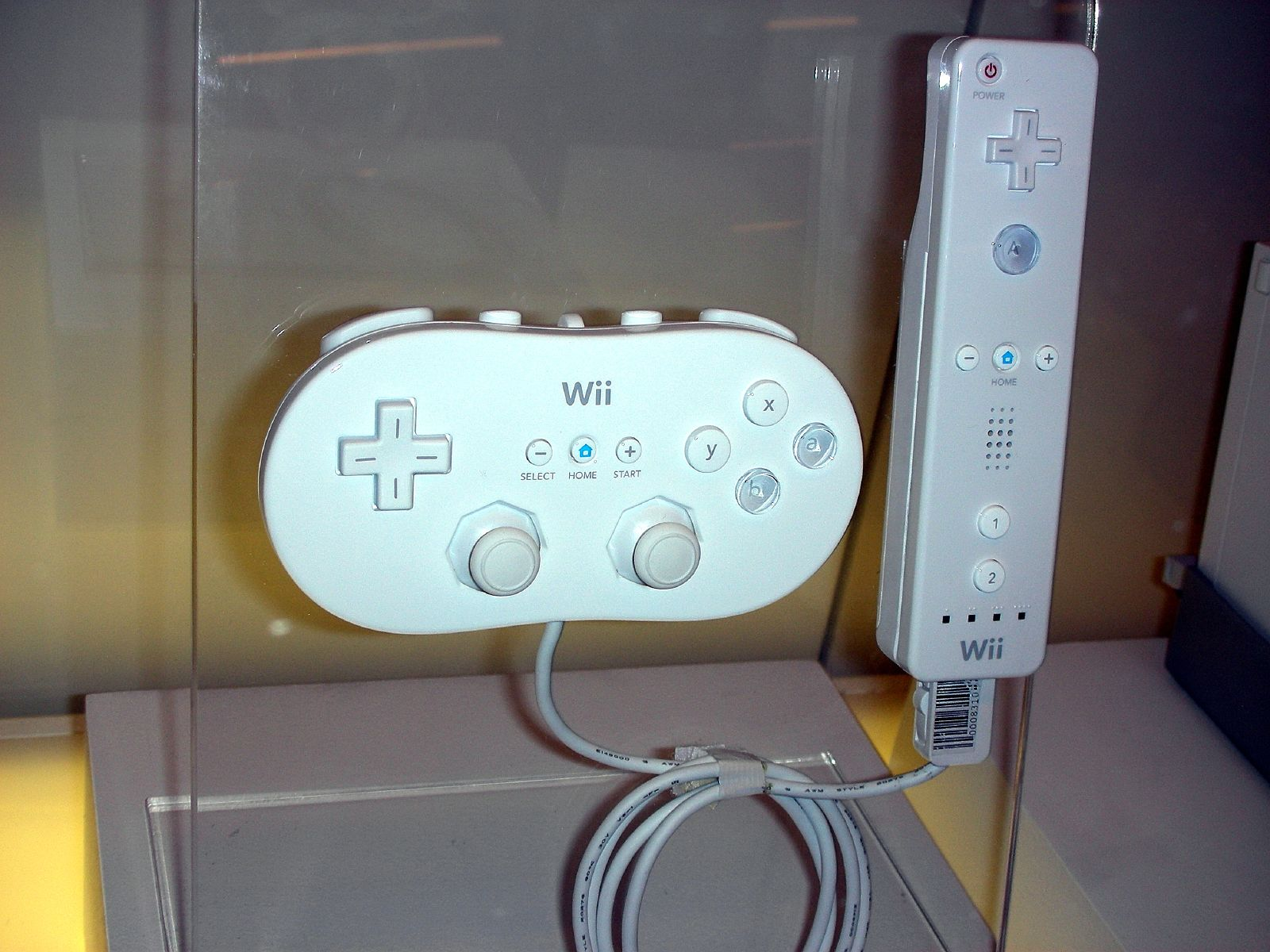
El Wii Remote con el mando clásico para la consola virtual.

Sirve para jugar juegos bajados del Canal Tienda Wii y algunos juegos de Wii compatibles. Tiene la forma de un mando de SNES, pero más grande y redondeado, y con los botones Z y los 3 centrales del Wii Remote.

### Wii Classic Controller Pro
Es igual al Classic Controller normal con la excepción de que contiene dos gatillos extra.

### Wii Zapper

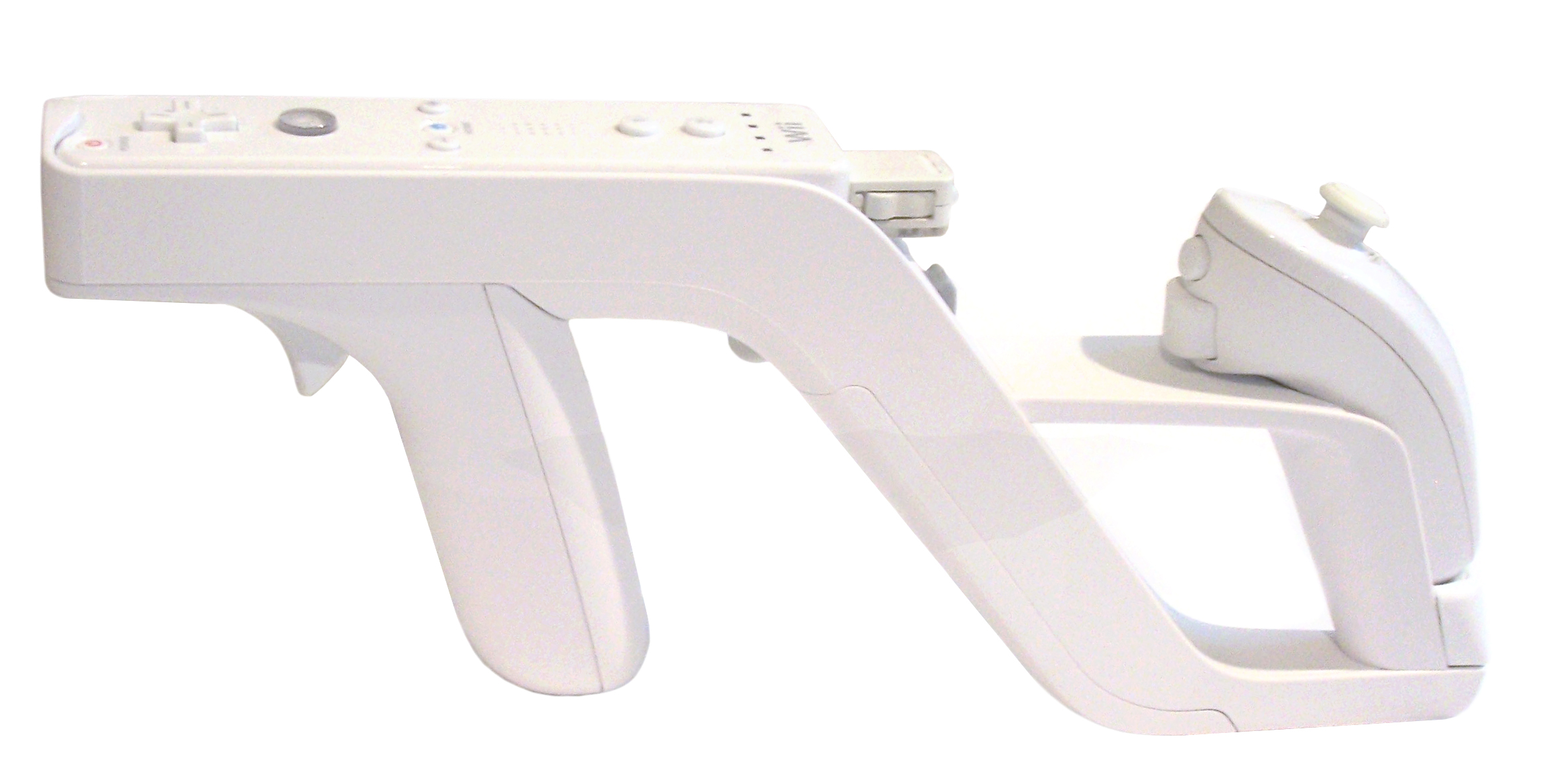
Wii Zapper con Wii Remote y Nunchuk conectados.

Accesorio usado en algunos juegos de pistolas, salió a la venta el 19 de noviembre de 2007 en un paquete en el que venía el Wii Zapper y el juego Link's Crossbow Training; pero además en Japón se vende un paquete con el juego de Resident Evil: The Umbrella Chronicles y otro paquete con el juego de House of the Dead 2&3 Return, con un acabado en plateado y un diseño diferente al Wii Zapper original.

### Wii Wheel

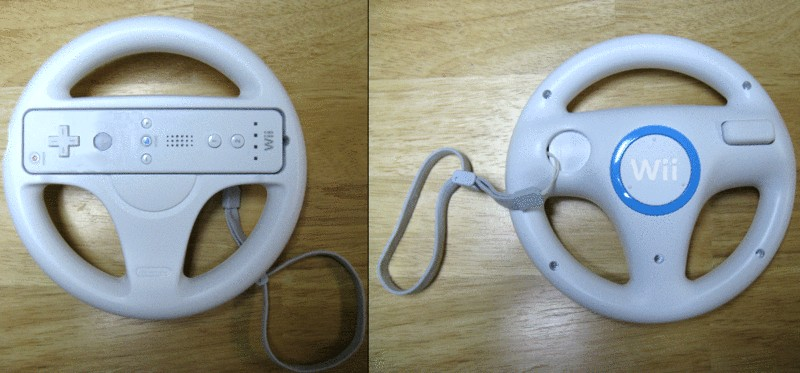
Wii wheel.

En este accesorio tendremos un modo avanzado de control para videojuegos de carreras, entre otros. Es una carcasa de plástico donde se aloja el Wii Remote, pero no añade características adicionales. Este volante se vendía solo o venía incluido en algún juego de carrera como Mario Kart Wii.

### Wii Guitar

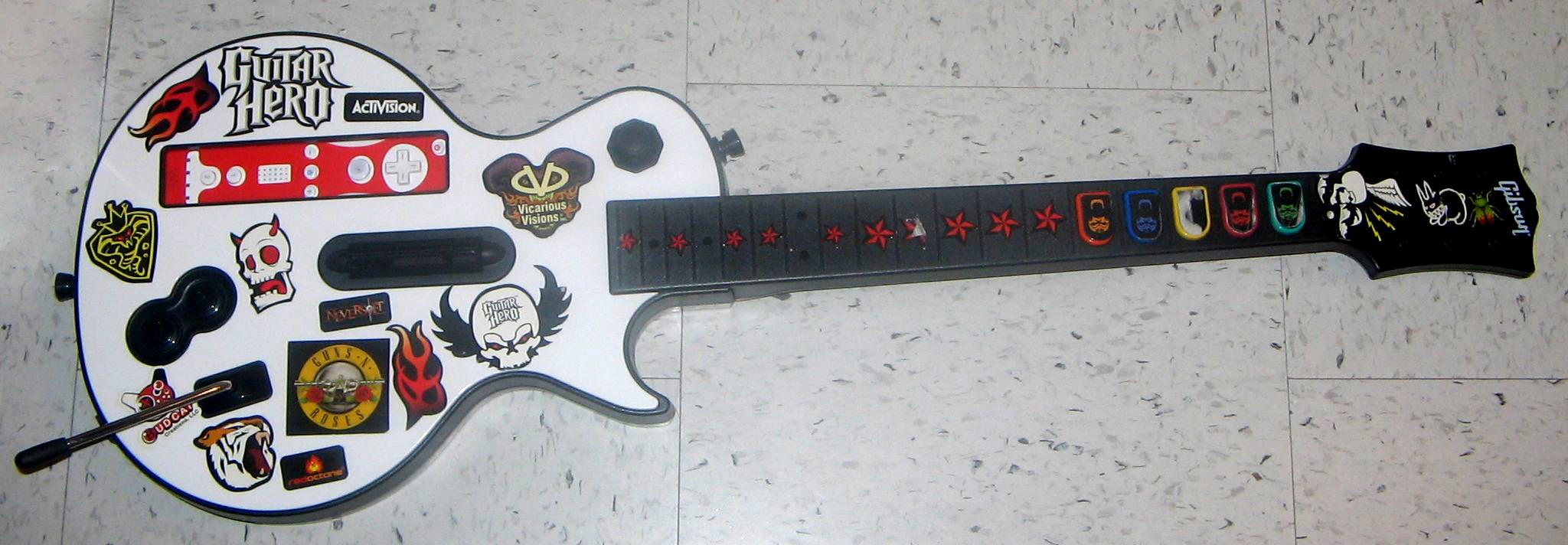
Wii Guitar.

Es un accesorio con forma de guitarra en el que se inserta el Wii Remote que sirve para el juego Guitar Hero para Wii.

### Wii Balance Board

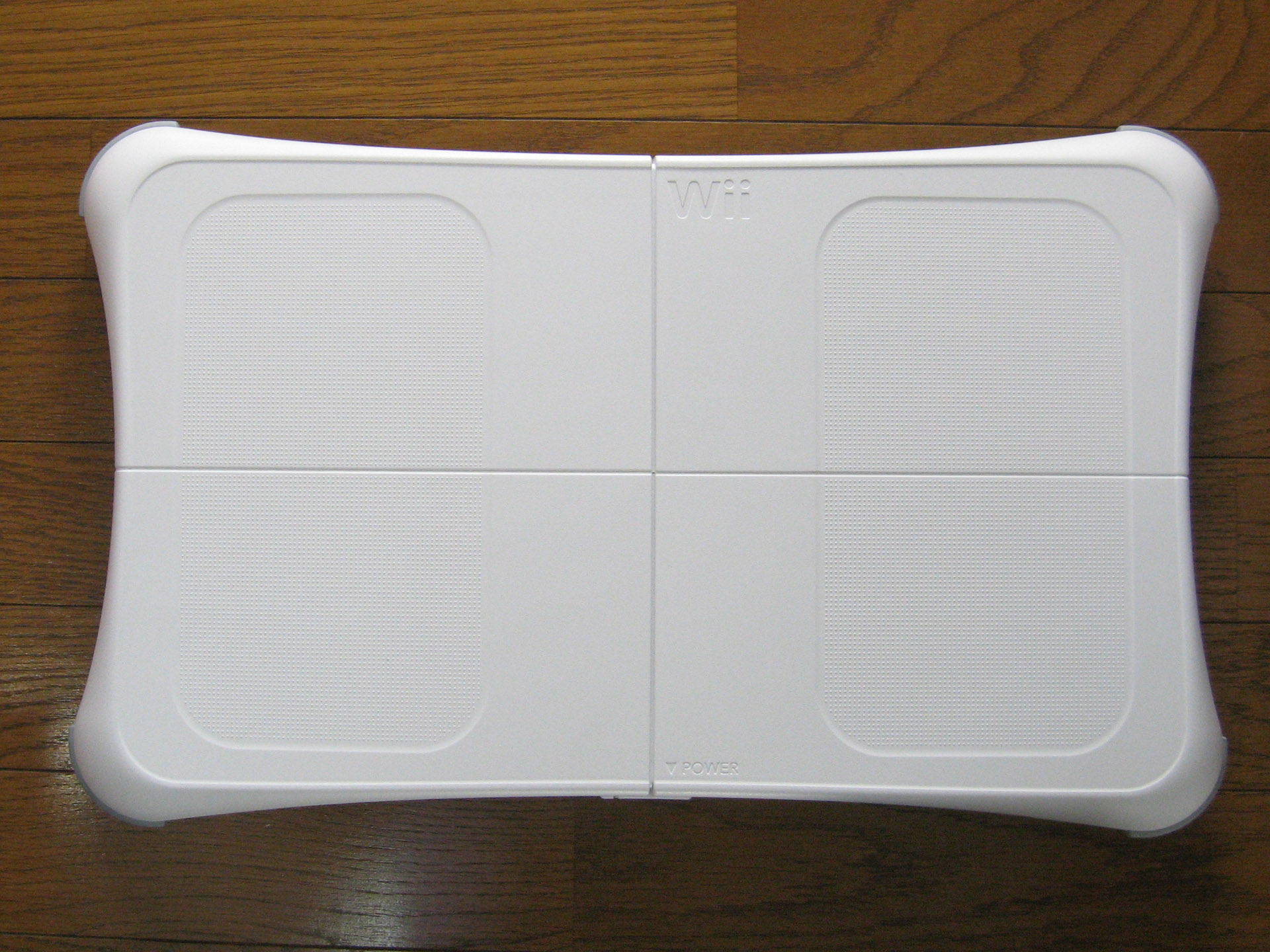
Wii Balance Board.

La Wii Balance Board es un accesorio para la consola Wii de Nintendo que consiste en una tabla capaz de calcular la presión ejercida sobre ella. Es de color blanco como todos los accesorios de la Wii y puede soportar hasta 150 kg.
Mide de largo 30 cm y de ancho 48 cm.
Juegos compatibles:
Wii Fit,
We Ski,
Jullian Michaels' Fitness Ultimatum 2009,
Shaun White Snowboarding: Road Trip,
Tetris Party,
All Star Cher Squad,
Wii Music,
Rayman Raving Rabbids TV Party,
Skate It,
Snowboard Riot,
Marble Saga: Kororinpa,
We Ski World: Ski and Snowboard,
Don King Presents: Prizefighter,
Wii Yoga,
Punch-Out!,
Wii Fit Plus,
Ikenie no Yoru

### Wii MotionPlus

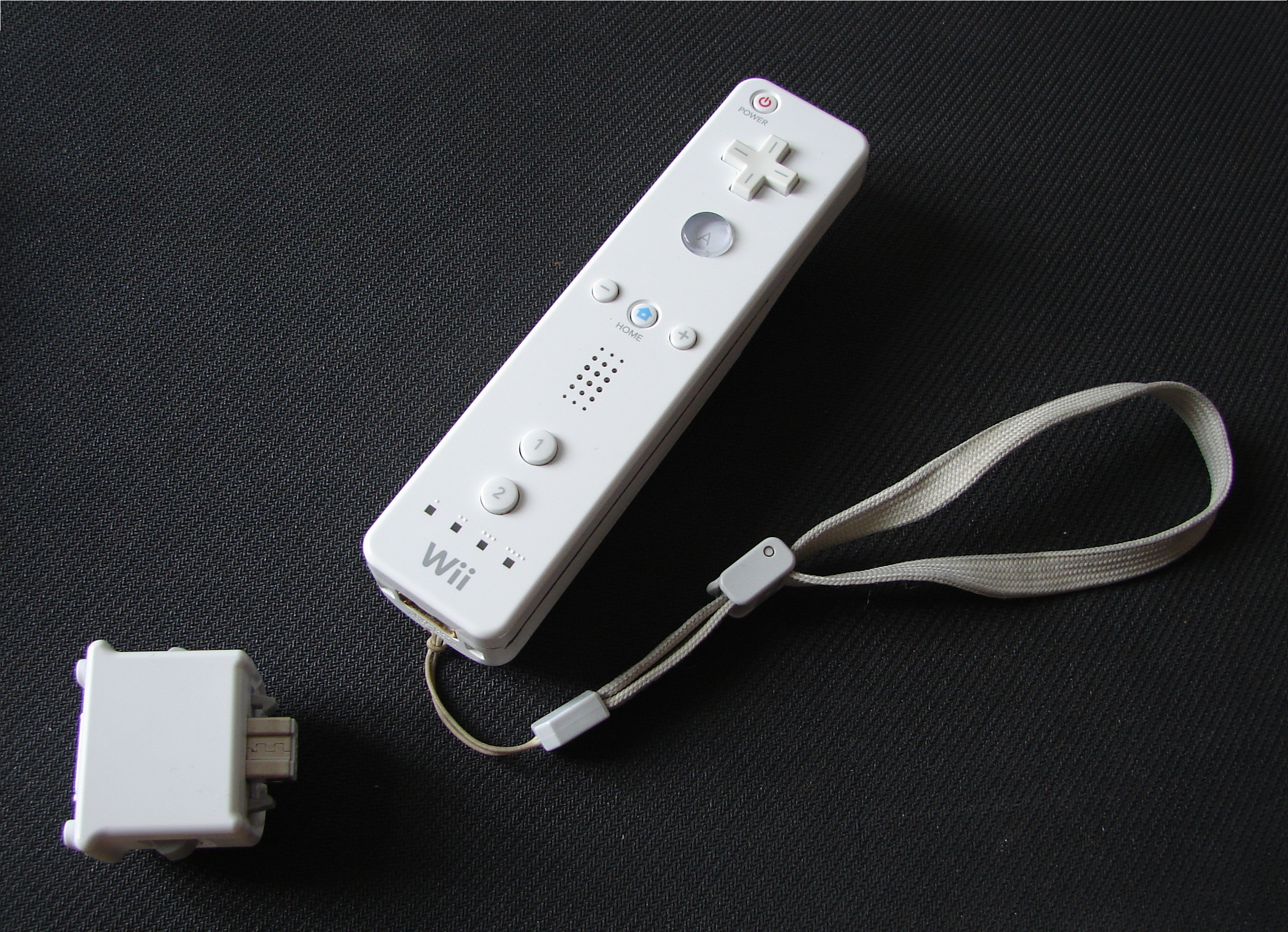
Wii Motion Plus junto a Wii Remote.

Wii MotionPlus es un accesorio que incorpora tres sensores de movimiento correspondientes a los ejes vertical, longitudinal y lateral, añadiendo precisión extra al Wii Remote. Tiene incorporado un puerto de expansión para poder añadir otro accesorio. Algunos títulos de Wii (por ejemplo: Wii Sports Resort) requieren la presencia obligatoria de este accesorio, que salió a la venta el 12 de junio de 2009. Requiere una funda protectora de tamaño mayor.
Posteriormente en 2010, salió a la venta una reedición del Wii Remote que incluía el Motion Plus ya integrado en el propio mando, que se empezó a vender junto con la consola.

### Wii TaTaCon
Un tambor japonés taiko con dos baquetas usados para los juegos Taiko no Tatsujin (solo Japón, existe una versión de este periférico en PS2 para la misma saga de videojuegos; en dicha consola el periférico también es compatible con el título Taiko Drum Master (solo EE. UU.)). Contiene 2 tipos de sensores diferentes (una matriz de contactos similares a las de un teclado en el centro y dos líneas de contactos del mismo material en el "borde") divididos a su vez en izquierda y derecha. En sus respectivos juegos, golpear el borde exterior equivale a las flechas de dirección para elegir canción y el centro equivale al botón A / 2 del Wiimote. TaTaCon viene de la abreviatura de Taiko no Tatsujin Controller.

### Wii Vitality Sensor
En la E3 2009, el presidente de Nintendo, Satoru Iwata reveló que estaba desarrollando un accesorio para la Wii: el Wii Vitality Sensor. El dispositivo mediría algunas funciones nerviosas autónomas como el pulso, e incorporaría los datos adquiridos en productos con fines relajantes. El Vitality Sensor se desarrollaría con la esperanza de proporcionar una forma novedosa de interactuar con los videojuegos y continuar con la historia de las innovaciones de Nintendo. Sin embargo, los resultados de las pruebas del prototipo del dispositivo no obtuvieron los resultados esperados y Nintendo pospuso el lanzamiento de este producto de forma indefinida en 2013.

### Wii Remote Plus
Conocido también como Wiimote Plus. Combina el Wii Remote y el Wii MotionPlus en un solo control, sin alargar el tamaño normal del Wiimote y el precio sigue siendo el de un Wii Remote normal ($39.99).

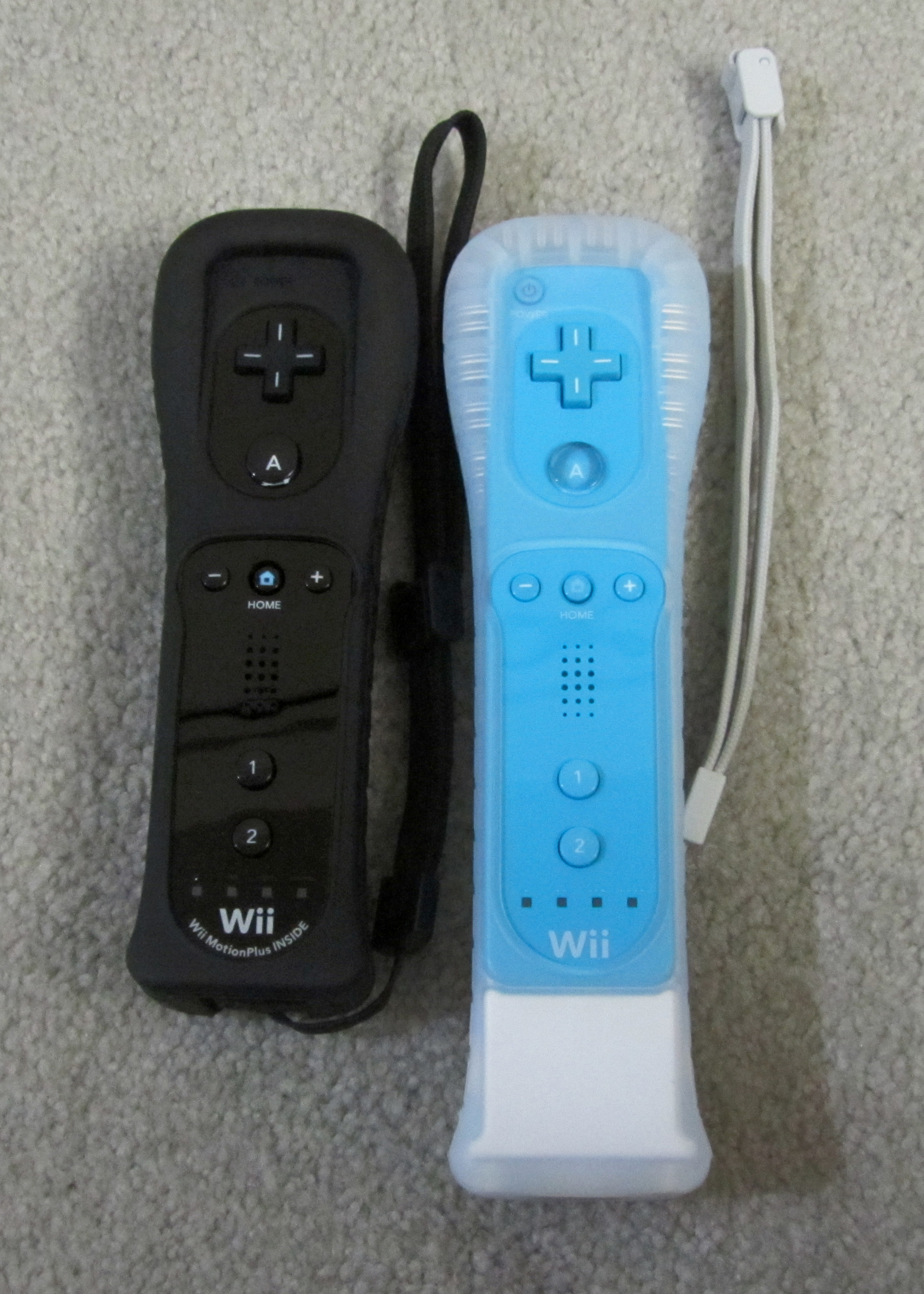
Wii remote plus.

### UDraw Game Tablet
Es una tableta de juego táctil que se utiliza en los juegos UDraw Studio, Dood's Big Adventure y Pictionary para Wii.